# UDデジタル教科書体
UDデジタル教科書体（ユーディデジタルきょうかしょたい）は、日本のフォントメーカータイプバンクが2016年に発売した日本語ユニバーサルデザインフォント（UDフォント）である。学校教育においてロービジョン（弱視）やディスレクシア（読み書き障害）などの文字を読むことが困難な子供にとって読みやすく、かつ文字を手書きするときの動きや形が分かりやすい教科書体フォントとして設計された。第12回キッズデザイン賞・審査委員長特別賞受賞。
当時モリサワの子会社であったタイプバンクが、2008年ごろに視覚支援学校からの声を受けて開発を始めたもので、チーフ書体デザイナーの高田裕美がその中心となった。同社はその後の2017年9月1日にモリサワに吸収合併され、UDデジタル教科書体はタイプバンクとして発表する最後のフォントとなった。その後はモリサワが「タイプバンクフォント」として取り扱っている。提供・販売は買い切りライセンスTypeBank Select Packと年間契約フォントライセンスMORISAWA PASSPORT、TypeBank PASSPORTを通じて行われる。2017年6月以降Microsoft Windows 10のMicrosoft Officeに搭載されている。

## 特徴
UDデジタル教科書体は、教科書体の字形に合わせつつ判読性を高めるために、書き順や書く方向などの筆運びの形状を保ち、サインペンで書いたような太さの強弱を抑えたデザインになっている。他の一般的な教科書体に見られるような起筆部分の装飾がなく、起筆部分や収筆部分は丸くなっている。濁点や半濁点を大きくしたり、画の間の空間を広くとったりして、他の文字と区別が付きやすいようにしている。
UDデジタル教科書体は以下のような障害がある児童や生徒に配慮している。

### 弱視（ロービジョン）などの視覚障害
ある程度の視力はあるが眼鏡などの補助器具を用いても視力が改善されない人（ロービジョン、弱視）や、視野が欠損している人、明るい場所や蛍光灯が当たる場所ではまぶしく文字が認識しづらい人など、視覚障害のある人は、文字が見えにくく読むことに不便を感じている場合が多い。特にロービジョンの人にとって、明朝体は横角が細く、判読性が下がる原因となる。楷書体を基にしている教科書体には、起筆部などの細い部分があり、これも判読性を下げる原因となる。
弱視の児童・生徒のため、通常の教科書の文字や図表を大きくする、見やすいフォントにするなどの変更をした拡大教科書が発行されている。文部科学省は、拡大教科書に用いるフォントについて、教科書体や明朝体では前述の理由により弱視の児童生徒の読書に適さない部分があるためゴシック体を標準とするとしているが、ゴシック体は、字形が教科書体と異なり、文字を書く学習において問題があることから、「今後これらの問題点を解消することのできる字体の開発が望まれ、開発が進んだ段階においては、これを拡大教科書に採用することについて検討する必要がある」としている。タブレットやパソコン上で紙の教科書の内容を表示するデジタル教科書の普及や、弱視などの児童・生徒が「UDブラウザ」で利用するPDF版拡大図書の開発が進んでいる。文字の拡大や白黒反転、読み上げなど、障害の程度や見え方に応じたカスタマイズができるため、活用が望まれている。
UDデジタル教科書体では、太さの強弱を抑え、余計な修飾を無くすことで視認性を高めている。字形を学習指導要領に合わせるため、一般的なUDフォントでみられるような、視認性を高めるために足を取り文字の要素を大きくすることは行われていない。一般的なUDフォントでは、判読性を高めるために「1」にカギをつけて「l」と誤読しないようにしているが、UDデジタル教科書体では学校教育で使われる字形に合わせて「1」を直線状にしている。

### 発達性ディスレクシアなどによる読み書き学習の困難
学習障害のうち、文字の読み、または書きの習得に困難がある障害はディスレクシアと呼ばれ、これは学習障害の中で最も多い。全般的な知的発達には遅れがないものの、文字や文字列を音に変換すること（音韻処理）に障害があり、小学校高学年になってもひらがなが読めない、音読や黙読に時間がかかるというような症状が現れる。文字の認識が難しいことから、字の書きにも困難を示す人（書字障害）も多く、漢字がなかなか覚えられない、覚えてもすぐに忘れてしまうという場合がある。日本語では問題がなかったものの、綴りと読みに不規則なものが多い英語の学習が始まると症状が明らかになる人もいる。ディスレクシアは脳神経的な原因により現れるが、その他の全般的な知能や視覚などには障害が現れないため、できないことが周囲に理解されず、努力を怠っているだけではないかといった誤解を生むことが多い。8歳から12歳までの小学生を対象に行われた調査では、ひらがなの読みに困難があるものが0.2％、書きに困難があるものが1.6％、漢字の読みに困難があるものが6.9％、書きに困難があるものが6%であったと報告された。通常の学級に在籍する小中学生について2012年に文部科学省が教師に対して行ったアンケート調査では、全体の2.4％の児童・生徒が「読む」又は「書く」に著しい困難を示すとされた一方で、校内委員会において特別な教育的支援が必要とされた児童生徒の割合は低く、適切な支援や指導が受けられていない児童・生徒がいる可能性がある。
読む、書くなどの能力のうち特定のものの習得と使用に著しい困難を示し、特別な指導を必要とするような児童・生徒に対しては、2006年度から通級による指導が行われるようになった。行間や字間を広くとる、紙や背景の色を変える、振り仮名を振る、読み上げ機能やキーボード入力などのICT機器の機能を活用することなどの支援が行われている。大学入学共通テストにおいても、試験時間の延長、マークシートの代わりにチェック解答を用いること、拡大文字問題冊子の配布、注意事項などを文書で伝達すること、人による問題文等の読み上げなどの配慮を申請することができる。このような配慮に加え、読み書きの能力に対する直接的な指導も行われている。
他の要因による読み書き学習の困難として、特定の波長の光に対する感受性が高いために起こるアーレンシンドロームやscotopic sensitivity syndrome （SSS）と呼ばれる障害が報告されている。紙面の一部が白くなる、文字がぼやける、動く、重なる、ゆがむというような見え方をして、特に白い背景に黒い文字が印刷されている場合に現れる。文字が読みにくいため字の習得が困難で、自分の書いた字も読みにくいために字を書くのにも困難が現れるといった、ディスレクシアと似たような症状があらわれるため、両者が混同されることが多い。アーレンシンドロームの症状は、カラーレンズやカラーフィルムで改善する。読み書き障害の自覚がない人の中にも、カラーフィルムを通して見ることで読解速度が向上する人がいて、そのような人も合わせると、欧米では有症率は20%から38%と推定されている。
欧文書体では、DyslexieやOpenDyslexicなどのディスレクシアに配慮したフォントが開発されている。書き文字に近づけ、似た字の差別化が行われていて、鏡文字と間違えないように「b」と「d」などの字は反転させたときに違う形になるようにするなどの工夫がされている。ただし、DyslexieとOpenDyslexicのどちらについても、読みやすさは改善しないという研究報告があり、改善するという研究報告はない。020年度から小学校で英語教育が始まることに合わせて東京書籍が開発したフォント「NHhandwriting」でもこのような配慮が行われた。「UDデジタル教科書体 欧文」でもこれに合わせて同様の配慮が行われている。

## 開発の経緯

### UDフォントの広がり
ユニバーサルデザインの視点を取り入れた初の日本語UDフォントは、松下電器産業（現・パナソニック）とイワタが共同で開発した。家電製品の文字が見えにくいというユーザーの声を受けたことをきっかけに、2004年から2社が共同でユニバーサルデザインに配慮したフォントの開発を始めた。イワタ新ゴシックを基に線の単純化や隙間をあけるなどの変更をして、誤読されにくいなどの特徴がある「イワタUDフォント」が完成し、イワタが2006年7月10日から一般向けに販売を開始した。パナソニックは「PUDフォント」（パナソニック・ユニバーサル・デザイン・フォント）として正式に採用し、2006年度からグループの製品の操作表示に使用している。
他のフォントメーカーも、2009年9月にタイプバンクが「つたわるフォント」シリーズとして「TB ユニバーサルデザインフォント」（15書体）を発売、2009年10月にモトヤが「UDアポロ4」「UDシーダ4」「UDマルベリ4」をリリース、2009年11月にモリサワが「UD黎ミン」「UD新ゴ」「UD新ゴNT」「UD新丸ゴ」をリリースするなど、2009年ごろからUDフォント市場が広がっていた。イワタUDフォントは主に高齢者などの視力が低い人を想定して開発されたため、それに続くUDフォントも視認性（文字を構成する要素が視認しやすいこと）や判読性（他の文字と判別しやすく誤読しにくいこと）、可読性（文章になったときに文字が読みやすいこと）などを重視して、隙間を広くとったり、ゴシック体の出っ張る部分（ゲタや足などと呼ばれる部分）を削ったりしたものが多かった。

### TBUD学参丸ゴシック
タイプバンクは、2009年にTB ユニバーサルデザインフォント15書体をリリースした後、翌2010年の10月に弱視の子供たちのための教科書や教材を作るための学参書体として「TBUD学参丸ゴシック」3書体を発表した。当時の常用漢字1945字と仮名について、文部科学省が学習指導要領に示す字形に準拠している。これは字を覚えたての低学年の児童（や発達障害のある児童）が、書体ごとに微妙に形が違う字を同じものとして捉えられず、混乱してしまう場合があることに対応したもので、TBUD学参丸ゴシックは光文書院の拡大教科書『小学保健』に採用された。この書体は、現場の要望に応えて「TBUD丸ゴシック」を基に部分的にデザイン変更を施し、急いで作った学参フォントであった。そのため手書き文字の形を覚えるには限界があり、一から作る必要を感じたと高田は語っている。

### UDデジタル教科書体の開発
小学校の教科書では、フォントによる字形の差異によって字の学習に混乱を与えないよう、学習指導要領の学年別漢字配当表に示された字形に合わせた教科書体が使用されることが多い。従来の教科書体は線に強弱があり、ロービジョンの児童にとって見えにくいものであった。一方、一般的なゴシック体は線の太さは基本的に一定ではあるが、画数が分かりにくく、教科書体の字形とは異なる部分が多い。既存のゴシック体を部分的に変更して学習指導要領に準拠した字形に変えた学参フォントが使われることもあるが、従来のゴシック体の要素を強く残していて、手書きの字の学習には向かない。
UDデジタル教科書体では、ロービジョンの人に限らず、発達性ディスレクシアなどによる読み書き学習に困難がある児童・生徒にも配慮している。開発の段階では、ロービジョンや障害児心理学について研究をしている慶應義塾大学教授中野泰志が協力して、ロービジョンの生徒や教員に対してエビデンス取得のための検証実験を行い、従来の教科書体や明朝体に比べて読みやすいことなどが実証された。読み書き学習に困難がある小学生を対象に、大阪医科薬科大学LDセンターの奥村智人が行った研究の中でも、他の教科書体と比べて読みやすいと答える児童が多くいて、読み書きに困難がある児童にも効果があることが確認された。
UDデジタル教科書体は、2016年6月20日、買い切りライセンスTypeBank Select Pack 1/5による販売を開始した。

### Windows 10での採用
2017年6月8日にリリースされたWindows 10 Insider Preview向けのビルド「Build 16215」で、UDデジタル教科書体が日本語環境向けに追加された。2017年10月17日から提供を開始した無償アップデート「Windows 10 Fall Creators Update」で正式に採用され、Windows 10が搭載された多くのPCで利用できるようになった。日本マイクロソフト Windowsプロダクトマネージャーの春日井良隆は、ICT教育環境をWindows 10で実現するためのフォント採用だと話している。広く普及しているWindowsに採用されたことにより、ロービジョンなどの障害のある子供に関わる人に限らず、多くの人に使われるようになった。UDデジタル教科書体の四つのウェイトのうち、主に本文用のRと、見出し用のBの二つが採用されている。

## 学校教育での利用
2011年8月に障害者基本法が改正されてインクルーシブ教育（障害のある子供が障害のない子供と共に学ぶ仕組み）が求められるようになったことや、障害者差別解消法が2016年に施行されるなど合理的配慮の提供が求められるようになっていること、Windows 10に採用されて追加の契約が要らずに利用できるようになったことなどで、学校教育においてプリントや教材などにUDデジタル教科書体が利用される機会が増えている。2020年度の小学教科書では、東京書籍・大日本図書・学校図書・教育出版・啓林館の一部の教科書に採用されているほか、帝国書院が開発しているデジタル教科書にも採用されている。文部科学省がタブレットや電子黒板を活用した教育を推進するなど、学校の情報通信技術 (ICT) 環境の整備が進められる中、デジタル教材でも利用され、読みやすいと評価されている。

### 奈良県での利用例
奈良県教育委員会では、ディスレクシアの生徒が高校受験をするので視認性の高いフォントを採用してほしいという要望をきっかけにして、モリサワとUDフォントプランの契約をするなど、2017年度から県立学校でUDデジタル教科書体を活用する取り組みを進めている。奈良県立香芝高等学校では、2018年度からすべての教員が電子教材や配布プリント、試験問題や広報誌などの文書でUDデジタル教科書体を利用している。フォントを意識することによって、伝え方についても意識するようになり、分かりやすい授業作りにつながっている。
奈良県教育委員会は、県内の市町村立の学校にもUDデジタル教科書体の導入を推進している。2019年2月14日には、大阪医科薬科大学LDセンター奥村智人の監修のもと、モリサワと共同で生駒市立桜ヶ丘小学校の5年生116人に対して実験を行い、UDデジタル教科書体が健常者の子供に対しても有効であることが実証された。生駒市では、2019年度から市内の全小中学校で作成するプリントなどの学習教材に使用している。

## 受賞履歴

### 第12回キッズデザイン賞
「UDデジタル教科書体　和文・欧文・学習記号」が、第12回キッズデザイン賞（2018年）の「子どもたちの創造性と未来を拓くデザイン部門」で、更なる展開が期待できる意欲的な作品に贈られる審査委員長特別賞を受賞。Windows 10に採用されたことで教育現場で広く使用されるなど、その効果が大きいことが評価された。

### 2023年度「STI for SDGs」アワード
ＵＤデジタル教科書体の開発などのモリサワの取り組みが、科学技術振興機構の主催する、2023年度「STI for SDGs」アワードの優秀賞に選出された。視覚認知に困難を抱える人々のニーズに対応し、修正と検証を繰り返すデザインプロセスが評価された。SDGs目標4や、3、11への貢献が期待されている。「同社を始めＵＤフォント開発に携わる方々の活動やその意義は広く認知されるべきものである」としている。

## ファミリー構成

### UDデジタル教科書体
紙の教科書・タブレットの本文に適するR、紙の教科書・タブレットのタイトルや拡大教科書・電子黒板の本文に適するM、拡大教科書・電子黒板のタイトルに適するB、紙の教科書・タブレットの大見出しや表題に適するHの四つのウェイトがある。
2016年4月19日発表、2016年6月20日にTypeBank Select Pack 1/5で販売開始。2018年2月1日にMORISAWA PASSPORT製品で「UDデジタル教科書体 欧文」「UDデジタル教科書体 学習記号」とともに提供開始、StdN版が新しく加わった。2018年3月14日からTypeSquareで「UDデジタル教科書体欧文」とともに提供。2018年10月25日に「稾」と「匇」のグリフを改訂。2018年12月17日、MORISAWA BIZ+にMediumとHeavyのウェイトを追加。2018年12月19日に収録文字をAdobe-Japan1-4相当の文字セットに拡張することを発表、2019年1月24日からMORISAWA PASSPORT製品で提供。2019年11月13日からTypeBank PASSPORTに追加。2021年9月10日にAdobe Fontsで「UDデジタル教科書体 R」を提供開始、Adobe Fontsに提供していた他のモリサワ書体の一部の提供を終了。
- UDデジタル教科書体 R[61]
- UDデジタル教科書体 M[62]
- UDデジタル教科書体 B[63]
- UDデジタル教科書体 H[64]

### UDデジタル教科書体 欧文
UDデジタル教科書体に組み合わせて使えるように作られたラテンアルファベットや欧文の約物、4線が収録された欧文書体。2020年度に小学校で英語教育が拡充することに伴って出された文部科学省の英語教材の字形に合わせて、なるべく少ない画数で書けるようなデザインになっている、「b」と「d」が左右非対称な形になっているなどの工夫がされている。正体欧文の「UD DigiKyo Latin」、イタリック体の「UD DigiKyo Italic」書き学習用の「UD DigiKyo Writing」があり、「UD DigiKyo Latin」「UD DigiKyo Italic」はRegular、Medium、Bold、Heavyの４つのウェイト、「UD DigiKyo Writing」はRegularがある。
2018年1月15日にTypeBank Select Pack PLUSで提供開始。2018年2月1日にMORISAWA PASSPORT製品でも「UDデジタル教科書体」「UDデジタル教科書体 学習記号」とともに提供開始。2018年3月14日からTypeSquareで「UDデジタル教科書体」とともに提供。2018年12月17日からMORISAWA BIZ+に追加。

#### UD DigiKyo Latin
正体欧文書体。Regularは5:9:5の4線比率に合わせている。
- UDデジタル教科書体 欧文 Regular[67]
- UDデジタル教科書体 欧文 Medium[68]
- UDデジタル教科書体 欧文 Bold[69]
- UDデジタル教科書体 欧文 Heavy[70]

#### UD DigiKyo Italic
イタリック体の欧文書体。Regularは5:9:5の4線比率に合わせている。
- UDデジタル教科書体 欧文 Italic Regular[71]
- UDデジタル教科書体 欧文 Italic Medium[72]
- UDデジタル教科書体 欧文 Italic Bold[73]
- UDデジタル教科書体 欧文 Italic Heavy[74]

#### UD DigiKyo Writing
書き学習用の欧文書体。大文字・小文字の学習がしやすいように、大文字の「E」や「H」の横線に合わせた5:6:5の4線比率に設計し直されている。
- UD DigiKyo Writing[75]

### UDデジタル教科書体 学習記号
UDデジタル教科書体に組み合わせて使えるように作られた数字やキログラム（kg）・アール（a）などの単位記号、句点付きのカギ括弧など、算数や理科で用いる学習記号専用の書体。RとMの二つのウェイトがある。
2018年2月1日にMORISAWA PASSPORT製品で「UDデジタル教科書体」「UDデジタル教科書体 欧文」とともに提供開始。2018年12月17日からMORISAWA BIZ+に追加。
- UDデジタル教科書体 学習記号 R[76]
- UDデジタル教科書体 学習記号 M[77]

### UDデジタル教科書体 筆順フォント
UDデジタル教科書体に収録されている文字のうち、仮名・数字・常用漢字を一画ずつ表した筆順フォント。「小学校1・2年生」「同3・4年生」「同5・6年生」「中学校1年」「同2年」「同3年生」用の12書体がある。ウェイトはRのみがある。
2021年5月10日に発表、MORISAWA BIZ+およびMORISAWA BIZ+公共団体向けUDフォントプランでリリース。2021年10月21日にMORSAWA PASSPORTで提供を開始。
- 「UD 筆順A E12」「UD 筆順A E34」「UD 筆順A E56」
- 「UD 筆順B E12」「UD 筆順B E34」「UD 筆順B E56」
- 「UD 筆順A J1」「UD 筆順A J2」「UD 筆順A J3」
- 「UD 筆順B J1」「UD 筆順B J2」「UD 筆順B J3」

### UD デジタル 教科書体（UD Digi Kyokasho）
2017年8月17日にリリースされたWindows 10のバージョン 1709で日本語補助フォントとして導入されたTrueTypeフォント。Microsoft 365のクラウドフォントとしても導入されている。本文用のRと見出し用のBの二つのウェイトがあり、それぞれ等幅フォント、英数のみプロポーショナル幅のP付きフォント、かなと英数がプロポーショナル幅のK付きフォントの三つがある。Windows 10 バージョン 1903に搭載されているものからVer2.00になり、特定の環境下で文字の下部が切れる現象が修正された。なお2019年1月からモリサワのMORISAWA PASSPORT製品などでは、収録文字セットをAdobe-Japan1-4に拡張したUDデジタル教科書体 Pro/ProNが提供されているが、Windowsに収録されているものの収録文字数はモリサワから提供されるPro/ProNのものより少ない。

UDデジタル教科書体 ProN Rに含まれる「茨」の二つの字形（グリフ）。左のCID 7962はJIS X 0213:2004の例示字形による。右のCID 1205はJIS X 0208:1990の例示字形によるもので2017年告示の学習指導要領に示された字形と一致する。

2017年に告示され2020年に実施された学習指導要領により新たに小学校4年生で習うことになった「茨」の字形は、JIS X 0213:2004（JIS2004）の例示字形と学習指導要領に示されたものとで4画目・5画目の形が異なるが、Windows 10に搭載されているものはJIS2004の例示字形となっている。モリサワから提供されるUDデジタル教科書体 ProN 1.00、StdN 2.000（Nフォント）ではJIS2004字形とJIS90字形（JIS X 0208:1990の例示字形＝この字の場合は2017年告示の学習指導要領の字形と一致する）の両方が収録されており、デフォルト字形はJIS2004字形である。UDデジタル教科書体 Proでは両方を収録し、デフォルト字形はJIS90字形である。UDデジタル教科書体 StdではJIS90字形のみを収録する。
- UD Digi Kyokasho N-R（UD デジタル 教科書体 N-R）
- UD Digi Kyokasho NP-R （UD デジタル 教科書体 NP-R、教育現場の基本推奨書体[83]）
- UD Digi Kyokasho NK-R（UD デジタル 教科書体 NK-R）
- UD Digi Kyokasho N-B（UD デジタル 教科書体 N-B）
- UD Digi Kyokasho NP-B（UD デジタル 教科書体 NP-B）
- UD Digi Kyokasho NK-B（UD デジタル 教科書体 NK-B）

## 採用事例

### 学習参考書
- 三省堂『例解小学国語辞典 第七版』、『例解小学漢字辞典 第六版』（UDデジタル教科書体）
  - 三省堂の小学生向け辞書では、小学生が書写を正しく身につけるという観点から見出しにアンチック体と教科書体を使用してきたが、見やすさと学習効果を考えて、この改訂版では見出しや熟語解説などに採用した[84][85]。
- ポプラ社『総合百科事典ポプラディア第三版』（UDデジタル教科書体）
  - 小・中学生や教員を対象にしたアンケート調査で「読みやすい」と人気の高かったUDデジタル教科書体が、解説文（本文）の書体として採用された[86]。
- 三省堂『例解新国語辞典 第十版』、『例解新漢和辞典 第五版』（UDデジタル教科書体）
  - 小学生向け辞書に引き続き、中学生以上の辞書についても、見出しなどにUDデジタル教科書体を採用[87]。

### 2020年度用小学校教科書
- 東京書籍 2020年度 教科書『新しい理科』[88]、『あたらしい せいかつ』[89]（UDデジタル教科書体）
- 教育出版 2020年度 教科書 『小学書写』[90]、『小学社会』[91]、『小学算数』[92]（UDデジタル教科書体）
- 啓林館 　2020年度 教科書 『わくわく算数』[93]、『わくわく理科』[94]、『わくわくせいかつ上』『いきいきせいかつ下』[95]、『Blue Sky elementary』[96]（UDデジタル教科書体）
- 学校図書 2020年度 教科書 『JUNIOR TOTAL ENGLISH 1』（UDデジタル教科書体 欧文）[97]

### 学習アプリ
- ベネッセコーポレーション「漢字サプリ」（UDデジタル教科書体）[98]
- サインウェーブ「ELST Elementary」[99]、「ひとり英会話 for School」（UDデジタル教科書体 欧文）[100]
- MetaMoJi「MetaMoJi ClassRoom」（UDデジタル教科書体）[101]
- サムシンググッド「読むトレGO!」（UDデジタル教科書体 R）[102]
- 慶應義塾大学中野泰志研究室「UDブラウザ」（UDデジタル教科書体）[103]
- Shamrock Records株式会社「UDトーク」（UDデジタル教科書体）[104]
- NPO法人eboardのICT教材「eboard」（UDデジタル教科書体）[105]

## 関連書体
TBUDフォント（つたわるフォント）
タイプバンクが博報堂ユニバーサルデザイン（現・博報堂ダイバーシティデザイン）と共同で「つたわるフォント」シリーズとして2009年9月に発表したフォントシリーズ。TBUDゴシック、TBUD丸ゴシック、TBUD明朝、UDタイポスの4ファミリーがある。
TBUD学参丸ゴシック
2010年10月25日発表。TBUD丸ゴシックを基に、仮名と2010年の改定前の常用漢字を学習指導要領に準拠した字形（学参字形）にしたもの。育鵬社や光文書院の拡大教科書のフォントとして使用されている。
BIZ UDゴシック、BIZ UD明朝
2017年9月29日にモリサワが発表した「MORISAWA BIZ+」に含まれている。TBUDゴシックとTBUD明朝を基に、収録漢字をJIS第4水準まで拡張したもの。2018年10月2日に一般提供が開始されたWindows 10の機能アップデート「Windows 10 October 2018 Update」で採用され、広く使われるようになった。2022年3月30日、Google Fontsに提供された。2022年3月11日にSIL Open Font LicenseにてソースコードがGitHubに公開された。
イワタ学参新教科書体
2018年3月27日にイワタが発売。ディスプレイ上でも読みやすくするため、ふところを広くとり、画数や筆順をわかりやすくするなどの工夫がなされている。横組み用にかなのデザインを変えた横用が用意されている。
游教科書体（游教科書体 N、游教科書体 New）
字游工房が東京書籍と共同開発したフォントファミリー。2004年発表の游教科書体 Mから、字形の改訂やウェイトBの追加、横用の追加などをして2019年7月に游教科書体 New M/Bを発表。縦線と横線の太さの差を抑えていて、起筆や終筆が穏やかなデザインになっている。なお、東京書籍は、従来の教科書体のUD書体では「とめ、はね、はらい」の点で不十分だとして、UD教科書体（游TUD教科書体）を独自に開発し、2020年度用の教科書に使用している。この書体を基にしていて、線を膨らませて起筆や終筆部分のとがった形を和らげるなどの工夫がされている。